# Iambiodes anormalis
Iambiodes anormalis là một loài bướm đêm trong họ Noctuidae.